# Proctostephanus cidi
Proctostephanus cidi är en urinsektsart som beskrevs av Selga 1958. Proctostephanus cidi ingår i släktet Proctostephanus och familjen Isotomidae. Inga underarter finns listade i Catalogue of Life.